# Polycarpa plenovata
Polycarpa plenovata är en sjöpungsart som beskrevs av Kott 1985. Polycarpa plenovata ingår i släktet Polycarpa och familjen Styelidae. Inga underarter finns listade i Catalogue of Life.